# فورجاریا نل فریولی
فورجاریا نل فریولی (به ایتالیایی: فورگاریا نل فریولی) یک کومونه در ایتالیا است که در استان اودینه واقع شده‌است.

## خصوصیات
فورجاریا نل فریولی ۲۹٫۲ کیلومترمربع مساحت و ۱٬۹۴۴ نفر جمعیت دارد.